# Gila Cliff Dwellings National Monument
Gila Cliff Dwellings National Monument est un parc situé dans le sud-ouest du Nouveau-Mexique, à l'ouest des États-Unis. Il date du 16 novembre 1907.  Il couvre environ 2,2 km2. Il protège les restes archéologiques du peuple Mogollon qui a vécu sur ce site au XIIIe siècle.